# 첨모재
첨모재(瞻慕齋)는 대구광역시 수성구 황금동]에 있던 건축물이다. 1989년 6월 15일 대구광역시의 문화재자료 제19호로 지정되었다가, 1993년 7월 15일 가치상실로 인하여 문화재 지정이 해제되었다.

## 개요
가치상실로 인하여 문화재 지정이 해제되었다.

## 참고 문헌
- 첨모재 - 국가유산청 국가유산포털